# Antti Okkonen

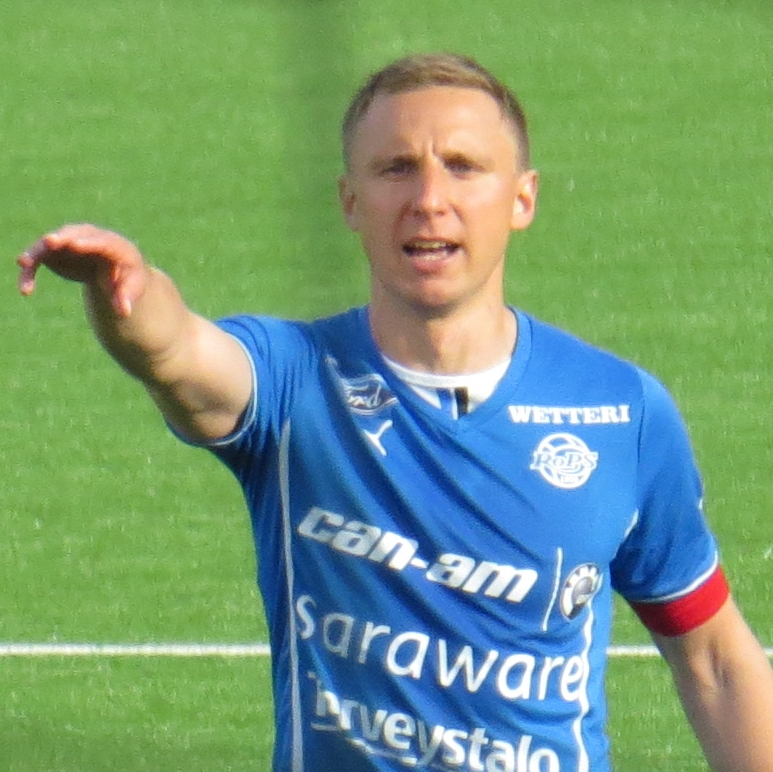
Imagem do futebolísta finlandês Antti Okkonen.

Antti Okkonen ( 6 de Junho de 1982) é um futebolista finlandês que joga pelo  RoPS na Veikkausliiga.
Sua primeira equipe de base foi a OLS em Oulu, Finlândia. no nível senior, ele também jogou por MyPa, Landskrona BoIS, e pelo Silkeborg IF.Ele também venceu 13 partidas com a Seleção Finlandesa de Futebol, his first seu primeiro jogo foi um empate em 0-0 contra a Seleção Barbadense de Futebol em 26 de Março de 2003.